# ФК Лестер Сити
ФК Лестер Сити (енгл. Leicester City Football Club) енглески је фудбалски клуб из Лестера, који тренутно наступа у Премијер лиги, највишем рангу фудбалских такмичења у Енглеској и утакмице као домаћин игра на Кинг Пауер стадиону.
Клуб је основан 1884. године, као ФК Лестер Фоси, играјући утакмице на стадиону близу улице Фос. Године 1891. клуб се преселио на стадион Филберт Стрит, изабран је за учествовање у фудбалској лиги и промијенио је име у Лестер Сити 1919. године. На Филберт Стриту клуб је остао до 2002. године, када су се преселили на сусједни Валкерс стадион, који је преименован у Кинг Пауер стадион 2011. године.
Лестер је освојио Премијер лигу у сезони 2015/16, што је била њихова прва титула првака Енглеске. Лестер је један од само шест клубова који су освојили Премијер лигу од формирања 1992. године. Многи часопису описали су освајање титуле Лестера био највећи спортски шок икада, узимајући у обзир ситуацију да су прије почетка сезоне били фаворити за испадање. Бројне кладионице широм свијета никада раније нису исплатиле тако велике квоте ни за један спорт. Као резултат тога, тим је назван "Непобједиви", као спин оф Арсеналовог непобједивог тима из сезоне 2003/04. Претходно најбољи резултат Лестера у највишем рангу енглеског фудбала било је друго мјесто у сезони 1928/29, у тадашњој Првој дивизији.Током своје историје, Лестер је провео све сезоне осим једне међу прве двије лиге Енглеске. "Лисице" држе рекорд по броју освојених титула у другом по реду рангу такмичења, са осам титула (шест у Другој дивизији и две у Чемпионшипу).
Лестер је био финалиста ФА купа четири пута, у сезонама 1948/49, 1960/61, 1962/63 и 1968/69. То је такође био и рекорд за највише пораза у финалу једног клуба који није освојио ФА куп све док коначно у сезони 2020/21. није освојен трофеј тријумфом над екипом Челсија од 1:0. Лестер је неколико пута остварио промоцију у виши ранг, укључујући двије побједе у финалу плеј-офа и титулу првака Треће лиге (Лига један). Године 1971, клуб је освојио ФА Комјунити шилд, као првак Друге дивизије, јер Арсенал као првак Енглеске није учествовао; у истом такмичењу поражен је у финалу од Манчестер јунајтеда 2016. године, али је 2021. дошао до другог трофеја у овом такмичењу тријумфом над Манчестер ситијем. Освојио је Лига куп три пута : 1964, 1997 и 2000; док је био финалиста 1965 и 1999. године. Лестер је учествовао и у европским такмичењима, у Купу победника купова у сезони 1961/62, Купу УЕФА у сезонама 1997/98 и 2000/01, у Лиги шампиона у сезони 2016/17, Лиги Европе у сезонама 2020/21. и 2021/22. и у Лиги конференције у сезони 2021/22.

## Историја

### Оснивање
Лестер је основан 1884. године од стране групе момака са колеџа Вигестон, као "Лестер Фоси"; клуб се придружио фудбалској организацији (ФА) 1880. године. Прије селидбе на Филберт Стрит стадион, клуб је домаће утакмице играо на пет различитих стадиона, укључујући Викторија парк и Белгаве стадион. Клуб се придружио полупрофесионалној лиги, Мидланд лигу 1891. године и изабран је за учествовање у Другој дивизији 1894, након завршетка на другом мјесту. Лестерова прва икада утакмица у фудбалској лиги била је пораз од Гримсби тауна 4:3, док је прву побједу остварио наредне недеље, против Ротерам јунајтеда на Филберт Стриту. Исте сезоне, клуб је остварио највећу побједу у историји, 13:0 против Нотс Олимпика у оквиру квалификационе утакмице за ФА куп. У сезони 1907/08. завршио је на другом мјесту и изборио је промоцију у Прву дивизију, највиши ранг енглеског фудбала. Ипак ЦВ испао је након само једне сезоне проведене у Првој дивизији, са највећим поразом у историји, 12:0 од Нотингем Фореста.
Године 1919, када је лигашки фудбал обновљен након Првог свјетског рата, Лестер Фоси је пролазио кроз финансијске потешкоће, о којима није много познато. Клуб је промијенио име у ФК Лестер Сити, углавном због тога што је Лестер у том периоду добио статус града у Уједињеном Краљевству. Након промјене имена, клуб је имао успјеха током двадесетих година, под вођством Петера Хоџа, који је напустио клуб у мају 1926. године, да би га два мјесеца касније замијенио Вили Ор, док је у клуб дошао и нападач Артур Чендлер, који је касније постао рекордер клуба по броју постигнутих голова. Освојио је Другу дивизију у сезони 1924/25, док је у сезони 1928/29 завршио други у Првој дивизији, са само једним бодом иза Шефилд венздеја. Ипак, током тридесетих година, Лестер је био у паду форме и у сезони 1934/35 испао је из лиге, а након поновне промоције у сезони 1936/37, поново је испао у сезони 1938/39 и деценију је завршио у Другој дивизији.

## Успјеси

### Лигашки
- Прва дивизија Енглеске / Премијер лига
  - Првак (1) : 2015/16.
  - Вицепрвак (1) : 1928/29.
  - Треће место (1) : 1927/28.
- Друга дивизија Енглеске / Прва дивизија Енглеске / Чемпионшип (други ранг)
  - Првак (8–рекорд) : 1924/25, 1936/37, 1953/54, 1956/57, 1970/71, 1979/80, 2013/14, 2023/24.
  - Вицепрвак (2) : 1907/08, 2002/03. (оба пута промовисан у виши ранг)
  - Победник плеј-офа (2) : 1993/94, 1995/96.
- Прва фудбалска лига Енглеске (трећи ранг)
  - Првак (1) : 2008/09.

### Куп
- ФА куп
  - Освајач (1) : 2020/21.
  - Финалиста (4) : 1948/49, 1960/61, 1962/63, 1968/69.
- Лига куп Енглеске
  - Освајач (3) : 1963/64, 1996/97, 1999/00.
  - Финалиста (2) : 1964/65, 1998/99.
- ФА Черити шилд (данашњи ФА Комјунити шилд)
  - Освајач (2) : 1971, 2021.
  - Финалиста (1) : 2016.

### Међународни
- Лига шампиона
  - Четвртфинале (1) : 2016/17.
- Лиги конференције
  - Полуфинале (1) : 2021/22.

## Лигашка историја Лестер Ситија
Од уласка у Фудбалску лигу 1894. Лестер је већи дио своје историје провео пребацујући се између двије највише лиге у фудбалском систему у Енглеској. Само једну сезону је провео ван прва два ранга енглеског фудбала: сезону 2008/09. су играли у Првој фудбалској лиги (3. лига), пошто су претходне сезоне испали из Чемпионшипа, али су се као прваци у тој сезони брзо вратили у виши ранг.
| - 1894–1908 2. дивизија (2Л) - 1908–1909 1. дивизија (1Л) - 1909–1915 2. дивизија (2Л) - 1919–1925 2. дивизија (2Л) - 1925–1935 1. дивизија (1Л) - 1935–1937 2. дивизија (2Л) | - 1937–1939 1. дивизија (1Л) - 1946–1954 2. дивизија (2Л) - 1954–1955 1. дивизија (1Л) - 1955–1957 2. дивизија (2Л) - 1957–1969 1. дивизија (1Л) - 1969–1971 2. дивизија (2Л) | - 1971–1978 1. дивизија (1Л) - 1978–1980 2. дивизија (2Л) - 1980–1981 1. дивизија (1Л) - 1981–1983 2. дивизија (2Л) - 1983–1987 1. дивизија (1Л) - 1987–1992 2. дивизија (2Л) | - 1992–1994 1. дивизија (2Л) - 1994–1995 Премијер лига (1Л) - 1995–1996 1. дивизија (2Л) - 1996–2002 Премијер лига (1Л) - 2002–2003 1. дивизија (2Л) - 2003–2004 Премијер лига (1Л) | - 2004–2008 Чемпионшип (2Л) - 2008–2009 1. фудбалска лига (3Л) - 2009–2014 Чемпионшип (2Л) - 2014–2023 Премијер лига (1Л) - 2023–2024 Чемпионшип (2Л) - 2024–данас Премијер лига (1Л) |

 1Л = Први степен лигашког фудбалско система; 2Л = Други степен лигашког фудбалског система; 3Л = Трећи степен лигашког фудбалског система.
- Сезоне проведене у првом степену лигашког фудбалског система: 55
- Сезоне проведене у другом степену лигашког фудбалског система: 62
- Сезоне проведене у трећем степену лигашког фудбалског система: 1

## Тренутни састав
Ажурирано 22. јануар 2024.
| Бр. |            | Позиција | Играч                                         |
| --- | ---------- | -------- | --------------------------------------------- |
| 1   | Велс       | Г        | Дени Ворд                                     |
| 2   | Енглеска   | О        | Џејмс Џастин                                  |
| 3   | Белгија    | О        | Ваут Фас                                      |
| 4   | Енглеска   | О        | Конор Коуди                                   |
| 5   | Енглеска   | О        | Калум Дојл (на позајмици из Манчестер Ситија) |
| 8   | Енглеска   | С        | Хари Винкс                                    |
| 9   | Енглеска   | Н        | Џејми Варди (капитен)                         |
| 10  | Енглеска   | Н        | Стефи Мавидиди                                |
| 11  | Енглеска   | С        | Марк Олбрајтон                                |
| 14  | Нигерија   | Н        | Келечи Ихеаначо                               |
| 15  | Аустралија | О        | Хари Сутар                                    |
| 17  | Енглеска   | С        | Хамза Чаудри                                  |
| 18  | Гана       | Н        | Абдул Фатаву (на позајмици из Спортинга)      |

| Бр. |                 | Позиција | Играч                                      |
| --- | --------------- | -------- | ------------------------------------------ |
| 20  | Замбија         | Н        | Патсон Дака                                |
| 21  | Португалија     | О        | Рикардо Переира                            |
| 22  | Енглеска        | С        | Кирнан Дјузбери-Хол                        |
| 23  | Данска          | О        | Јаник Вестергор                            |
| 25  | Нигерија        | С        | Вилфред Ндиди                              |
| 26  | Белгија         | С        | Денис Прат                                 |
| 28  | Република Ирска | Н        | Том Канон                                  |
| 29  | Турска          | С        | Јунус Акгун (на позајмици из Галатасараја) |
| 30  | Данска          | Г        | Мадс Хермансен                             |
| 35  | Енглеска        | С        | Кејси Макатир                              |
| 40  | Португалија     | С        | Вања Марсал                                |
| 41  | Пољска          | Г        | Јакуб Столарчик                            |
| 45  | Енглеска        | О        | Бен Нелсон                                 |

### Играчи на позајмици
| Бр. |           | Позиција | Играч                        |
| --- | --------- | -------- | ---------------------------- |
| 16  | Данска    | О        | Виктор Кристијансен (Болоња) |
| 24  | Француска | С        | Бубакари Сумаре (Севиља)     |

| Бр. |          | Позиција | Играч                        |
| --- | -------- | -------- | ---------------------------- |
| 31  | Данска   | Г        | Данијел Иверсен (Стоук Сити) |
| 33  | Енглеска | О        | Лук Томас (Мидлсбро)         |

## Стручни штаб
| Позиција                          | Имена тренера           |
| --------------------------------- | ----------------------- |
| Менаџер првог тима                | Енцо Мареска            |
| Помоћник менаџера првог тима      | Вили Кабаљеро           |
| Тренер првог тима                 | Дени Вокер              |
| Тренер голмана првог тима         | Микеле Де Бернардин     |
| Шеф фитнес и кондиционог тима     | Мет Ривс                |
| Фитнес тренер првог тима          | Маркос Алварез          |
| Аналитичар првог тима             | Хавијер Молина Кабаљеро |
| Психотерапеут првог тима          | Гари Силк               |
| Менаџер комплета опреме           | Пол Макандру            |
| Шеф регрутовања сениорских играча | Мартин Гловер           |
| Кредитни менаџер                  | Роберт Хут              |
| Директор академије                | Џон Радкин              |

## Стадион
У својим почетним годинама, Лестер је играо на бројним теренима, али од уласка у Фудбалску лигу 1894. су играли само на два. Данашњи Кинг Пауер стадион је дом Лестер Ситија од 2002. године, а до 2011. носио је име Вокерс стадион, по тадашњем спонзору. Капацитет стадиона је 32.312 седећих места.
Прва утакмица на новом стадиону је одиграна 4. августа 2002. године, то је била пријатељска против шпанског Атлетик Билбаа, утакмица је завршена резултатом 1:1, а историјски први гол је постигао играч Билбаа Тико у 59. минуту, док је изједначујући гол Џордана Стјуарта у 92. минуту био први гол Лестера на новом стадиону.
Од 1891. до 2002. дом Лестер Ситија је био стадион Филберт стрит, који је након преласка Лестер Ситија на нови стадион срушен 2003. године.

## Лестер Сити у европским такмичењима
| Сезона   | Такмичење                  | Коло               | Клуб            | Резултат | Укупан резултат  |
| -------- | -------------------------- | ------------------ | --------------- | -------- | ---------------- |
| 1961/62. | Куп победника купова       | Квалификације      | Гленавон        | 4:1, 3:1 | 7:2              |
| 1961/62. | Куп победника купова       | 1. коло            | Атлетико Мадрид | 1:1, 0:2 | 1:3              |
| 1997/98. | УЕФА куп                   | 1. коло            | Атлетико Мадрид | 1:2, 0:2 | 1:4              |
| 2000/01. | УЕФА куп                   | 1. коло            | Црвена звезда   | 1:1, 1:3 | 2:4              |
| 2016/17. | Лига шампиона              | Група              | Порто           | 1:0, 0:5 | 1. место у групи |
| 2016/17. | Лига шампиона              | Група              | Клуб Бриж       | 2:1, 3:0 | 1. место у групи |
| 2016/17. | Лига шампиона              | Група              | Копенхаген      | 1:0, 0:0 | 1. место у групи |
| 2016/17. | Лига шампиона              | Осмина финала      | Севиља          | 2:0, 1:2 | 3:2              |
| 2016/17. | Лига шампиона              | Четвртфинале       | Атлетико Мадрид | 1:1, 0:1 | 1:2              |
| 2020/21. | Лига Европе                | Група              | Брага           | 4:0, 3:3 | 1. место у групи |
| 2020/21. | Лига Европе                | Група              | АЕК Атина       | 2:0, 2:1 | 1. место у групи |
| 2020/21. | Лига Европе                | Група              | Зорја Луганск   | 3:0, 0:1 | 1. место у групи |
| 2020/21. | Лига Европе                | Шеснаестина финала | Славија Праг    | 0:2, 0:0 | 0:2              |
| 2021/22. | Лига Европе                | Група              | Наполи          | 2:2, 2:3 | 3. место у групи |
| 2021/22. | Лига Европе                | Група              | Спартак Москва  | 1:1, 4:3 | 3. место у групи |
| 2021/22. | Лига Европе                | Група              | Легија Варшава  | 3:1, 0:1 | 3. место у групи |
| 2021/22. | Лига конференције          |                    |                 |          | 3. место у групи |
| 2021/22. | Бараж за елиминациону фазу | Рандерс            | 4:1, 3:1        | 7:2      |                  |
| 2021/22. | Осмина финала              | Рен                | 2:0, 1:2        | 3:2      |                  |
| 2021/22. | Четвртфинале               | ПСВ Ајндховен      | 0:0, 2:1        | 2:1      |                  |
| 2021/22. | Полуфинале                 | Рома               | 1:1, 0:1        | 1:2      |                  |

Укупан УЕФА коефицијент: 6.0

## Играч године Лестер Ситија
Награда Играч године Лестер Ситија додељује са на крају сваке сезоне гласовима навијача.
| Сезона   | Победник       |
| -------- | -------------- |
| 1987/88. | Стив Волш      |
| 1988/89. | Алан Парис     |
| 1989/90. | Гари Милс      |
| 1990/91. | Тони Џејмс     |
| 1991/92. | Гари Милс      |
| 1992/93. | Колин Хил      |
| 1993/94. | Сајмон Грејсон |
| 1994/95. | Кевин Пул      |
| 1995/96. | Гари Паркер    |
| 1996/97. | Сајмон Грејсон |
| 1997/98. | Мет Елиот      |
| 1998/99. | Тони Коти      |
| 1999/00. | Џери Тагарт    |
| 2000/01. | Роби Севиџ     |

| Сезона   | Победник          |
| -------- | ----------------- |
| 2001/02. | Роби Севиџ        |
| 2002/03. | Пол Диков         |
| 2003/04. | Лес Фердинанд     |
| 2004/05. | Дени Тиато        |
| 2005/06. | Џои Гудјонсон     |
| 2006/07. | Ијан Хјум         |
| 2007/08. | Ричард Стирмен    |
| 2008/09. | Стив Хауард       |
| 2009/10. | Џек Хобс          |
| 2010/11. | Ричи Веленс       |
| 2011/12. | Каспер Шмејхел    |
| 2012/13. | Вес Морган        |
| 2013/14. | Дени Дринквотер   |
| 2014/15. | Естебан Камбијасо |

| Сезона   | Победник            |
| -------- | ------------------- |
| 2015/16. | Ријад Марез         |
| 2016/17. | Каспер Шмејхел      |
| 2017/18. | Хари Магвајер       |
| 2018/19. | Рикардо Переира     |
| 2019/20. | Џејми Варди         |
| 2020/21. | Јaури Тилеманс      |
| 2021/22. | Џејмс Медисон       |
| 2022/23. | Келечи Ихеаначо     |
| 2023/24. | Кирнан Дјузбери-Хол |

## Трофејни тренери Лестер Ситија
| Име              | Националност  | Период              | Трофеји                                                                                           |
| ---------------- | ------------- | ------------------- | ------------------------------------------------------------------------------------------------- |
| Џорџ Џонсон      | Енглеска      | 1898—1912           | 1 промоција у Прву дивизију Енглеске                                                              |
| Питер Хоџ        | Шкотска       | 1919—1926           | 1 Друга дивизија Енглеске (промоција у Прву дивизију Енглеске)                                    |
| Франк Вомак      | Енглеска      | 1936—1939           | 1 Друга дивизија Енглеске (промоција у Прву дивизију Енглеске)                                    |
| Норман Булок     | Енглеска      | 1949—1955           | 1 Друга дивизија Енглеске (промоција у Прву дивизију Енглеске)                                    |
| Дејв Халидеј     | Шкотска       | 1955—1958           | 1 Друга дивизија Енглеске (промоција у Прву дивизију Енглеске)                                    |
| Мет Гилис        | Шкотска       | 1958—1968           | 1 Лига куп Енглеске                                                                               |
| Франк О'Фарел    | Ирска         | 1968—1971           | 1 Друга дивизија Енглеске (промоција у Прву дивизију Енглеске)                                    |
| Џими Блумфилд    | Енглеска      | 1971—1977           | 1 ФА Черити шилд                                                                                  |
| Џок Волас        | Шкотска       | 1978—1982           | 1 Друга дивизија Енглеске (промоција у Прву дивизију Енглеске)                                    |
| Брајан Литл      | Енглеска      | 1991—1994           | 1 плеј-оф Чемпионшипа (промоција у Премијер лигу)                                                 |
| Мартин О'Нил     | Северна Ирска | 1995—2000           | 1 плеј-оф Чемпионшипа (промоција у Премијер лигу), 2 Лига купа Енглеске                           |
| Мики Адамс       | Енглеска      | 2002—2004           | 1 промоција у Премијер лигу                                                                       |
| Најџел Пирсон    | Енглеска      | 2008—2010 2011—2015 | 1 Прва фудбалска лига Енглеске (промоција у Чемпионшип), 1 Чемпионшип (промоција у Премијер лигу) |
| Клаудио Ранијери | Италија       | 2015—2017           | 1 Премијер лига                                                                                   |
| Брендан Роџерс   | Северна Ирска | 2019—2023           | 1 ФА куп, 1 ФА Комјунити шилд                                                                     |
| Енцо Мареска     | Италија       | 2023—2024           | 1 Чемпионшип (промоција у Премијер лигу)                                                          |